# Последната битка (Хрониките на Нарния)
Вижте пояснителната страница за други значения на Последната битка.
Последната битка (на английски: The Last Battle) е фентъзи-роман за деца от К. С. Луис. Книгата излиза през 1956 г. и е последната от поредицата „Хрониките на Нарния“. Луис е награден с Карнеги медал за книгата през 1956 г.